# Sanna-Leena Perunka
Sanna-Leena Perunka (* 23. September 1976 in Rovaniemi) ist eine ehemalige finnische Biathletin.
Sanna-Leena Perunka betrieb ab 1988 Biathlon. Sie debütierte 1995 bei einem Sprintrennen in Lahti in dem sie 23. wurde im Biathlon-Weltcup. 1996 nahm sie in Ruhpolding erstmals an Biathlon-Weltmeisterschaften teil. Ihr bestes Ergebnis hatte sie mit der Staffel (mit Mari Lampinen, Eija Salonen und Annukka Mallat) als Achte und im Team (mit Katja Holanti, Lampinen und Tiina Mikkola) als Sechste. In Pokljuka gewann Perunka im letzten ausgetragenen Teamwettbewerb die Bronzemedaille. Ebenfalls in Pokljuka kam sie 1999 in einem Verfolgungsrennen als Neunte erstmals in die Top-10-Ränge des Weltcups. In den nächsten Saisonen sammelte die Finnin in allen Saisonen Weltcuppunkte. 2002 startete sie zum einzigen Mal bei Olympischen Winterspielen. In Sprint (24.) und in der Verfolgung (20.) erreichte sie in Salt Lake City gute Platzierungen. In der folgenden Saison lief sie in Östersund nach einem zwölften Platz im Sprint auf den dritten Platz in der Verfolgung und damit zu ihrem besten Weltcupergebnis. Am Ende kam sie in der Gesamtwertung der Saison auf den 15. Platz. Auch ihre besten Weltmeisterschaften bestritt Perunka 2003. In Chanty-Mansijsk wurde sie Achte im Sprint, Zwölfte im Einzel und Zehnte im Massenstart.
Seit 2014 begleitet Perunka im finnischen Fernsehen YLE die Übertragungen von Biathlonwettbewerben als Expertin.

## Biathlon-Weltcup-Platzierungen
Die Tabelle zeigt alle Platzierungen (je nach Austragungsjahr einschließlich Olympische Spiele und Weltmeisterschaften).
- 1.–3. Platz: Anzahl der Podiumsplatzierungen
- Top 10: Anzahl der Platzierungen unter den ersten zehn (einschließlich Podium)
- Punkteränge: Anzahl der Platzierungen innerhalb der Punkteränge (einschließlich Podium und Top 10)
- Starts: Anzahl gelaufener Rennen in der jeweiligen Disziplin

| Platzierung | Einzel | Sprint | Verfolgung | Massenstart | Team | Staffel | Gesamt |
| ----------- | ------ | ------ | ---------- | ----------- | ---- | ------- | ------ |
| 1. Platz    |        |        |            |             |      |         |        |
| 2. Platz    |        |        |            |             |      |         |        |
| 3. Platz    |        |        | 1          |             |      |         | 1      |
| Top 10      |        | 3      | 1          | 2           | 1    | 14      | 21     |
| Punkteränge | 8      | 22     | 17         | 5           | 1    | 24      | 77     |
| Starts      | 26     | 51     | 35         | 5           | 1    | 25      | 143    |